# Pleospora
Pleospora és un gènere de fongs ascomicots de l'ordre dels pleosporals (Pleosporales). Són fongs sapròfits i fitopatògens. Conté unes 63 espècies. Pleospora herbarum és l'espècie tipus del gènere.
Els seus anamorfs reben el nom de Stemphylium (estemfílium).

## Algunes espècies
- Pleospora alfalfae
- Pleospora allii, Stemphylium de les fulles de l'all
- Pleospora ambigua
- Pleospora bardanae Niessl 1876
- Pleospora betae
- Pleospora bjoerlingii
- Pleospora eturmiuna
- Pleospora gaudefroyi, Patouillard, actualment dins el gènere Decorospora
- Pleospora gigaspora
- Pleospora gracilariae
- Pleospora halophila
- Pleospora herbarum
- Pleospora iqbalii
- Pleospora lamnaria
- Pleospora leptosphaerulinoides
- Pleospora lycopersici
- Pleospora mullerii
- Pleospora paludiscirpi
- Pleospora papaveracea, possible biocontrol per a la rosella oriental, actualment dins el gènere Crivellia.
- Pleospora pelagica
- Pleospora pelvetiae
- Pleospora rubicunda
- Pleospora rudis
- Pleospora sedicola
- Pleospora shepherdiae, ataca els bots morts de Crataegus
- Pleospora spartinae
- Pleospora tarda
- Pleospora theae
- Pleospora tomatonis
- Pleospora triglochinicola
- Pleospora welwitschiae